# Selvasaura mamaduluae
Selvasaura mamaduluae — вид ящірок родини гімнофтальмових (Gymnophthalmidae). Описаний у 2023 році.

## Поширення
Ендемік Еквадору. Поширений у горах Кордильєра-дель-Кондор на східних схилах Анд.

## Опис
Вид морфологічно відрізняється від трьох інших видів Selvasaura головним чином меншим розміром тіла (SVL: самець 32,4 мм, самиця 33,5 мм) і забарвленням; від географічно найближчого виду Selvasaura almendarizae він відрізняється головним чином наявністю п'ятикутної лобно-тім'яної луски, більшої кількості поперечних лусок на шиї та поздовжньої дорсальної смуги, більш однорідної та слабо відмежованої чорним кольором.